# Перелік керівників служб державної безпеки України
Державна безпека в Україні у різний час забезпечувалась різними структурами. Залежно від історичного періоду й інших обставин, перелік керівників структур відповідальних за неї наведено нижче.

## УНР
- Чеботарів Микола Юхимович, командир Кошу охорони державного майна (лютий 1919 — квітень 1919), потім командир контррозвідчої частини Розвідувального відділу Штабу Дієвої Армії УНР

## Керівники ВУНК
- Шварц Ісаак Ізраїлевич (грудень 1918 — березень 1919)
- Лацис Мартин Іванович (квітень 1919 — вересень 1919)
- Манцев Василь Миколайович (1921 — березень 1922)

## Керівники КДБ УРСР
- Віталій Нікітченко, 6 квітня 1954 — 16 липня 1970
- Віталій Федорчук, 18 липня 1970 — 26 травня 1982
- Степан Муха, 26 травня 1982—1987
- Микола Голушко, 1987 — 20 вересня 1991

## Керівники СНБУ
| # | Голова                           | Фото | Служба   | Термін                                      | Служба за президентства | Зауваження                                                                        |
| - | -------------------------------- | ---- | -------- | ------------------------------------------- | ----------------------- | --------------------------------------------------------------------------------- |
| 1 | генерал-полковник Микола Голушко |      | КДБ УРСР | 20 вересня 1991 — 6 листопада 1991 (т.в.о.) |                         | Перший голова СНБ України, пізніше — директор Федеральної служби контррозвідки РФ |
| 2 | генерал армії Євген Марчук       |      |          | 6 листопада 1991 — 12 липня 1994            |                         |                                                                                   |

## Керівники СБУ
| #      | Голова                              | Фото          | Термін                                                                    | Служба за президентства                             | Примітки |
| ------ | ----------------------------------- | ------------- | ------------------------------------------------------------------------- | --------------------------------------------------- | --- |
| 1      | генерал армії Євген Марчук          |               | 6 листопада 1991 — 12 липня 1994                                          | Кравчук                                             | |
| 2      | генерал-полковник Валерій Маліков   |               | 12 липня 1994 — 3 липня 1995                                              | Кучма                                               | |
| 3      | генерал армії Володимир Радченко    |               | 3 липня 1995 — 22 квітня 1998                                             | Кучма                                               | |
| 4      | генерал армії Леонід Деркач         |               | 22 квітня 1998 — 10 лютого 2001                                           | Кучма                                               | |
| 5      | генерал армії Володимир Радченко    |               | 10 лютого 2001 — 2 вересня 2003 2 вересня 2003 — 4 вересня 2003 (т.в.о.)  | Кучма                                               | |
| 6      | генерал-полковник Ігор Смешко       |               | 4 вересня 2003 — 4 лютого 2005                                            | Кучма                                               | |
| 7      | Олександр Турчинов                  |               | 4 лютого 2005 — 8 вересня 2005                                            | Ющенко                                              | |
| 8      | генерал армії Ігор Дріжчаний        |               | 8 вересня 2005 — 22 грудня 2006                                           | Ющенко                                              | |
| 9      | Валентин Наливайченко               |               | 22 грудня 2006 — 6 березня 2009 (т.в.о.) 6 березня 2009 — 11 березня 2010 | Ющенко                                              | |
| 10     | генерал армії Валерій Хорошковський |               | 11 березня 2010 — 18 січня 2012                                           | Янукович                                            | |
| 11     | генерал-полковник Ігор Калінін      |               | 3 лютого 2012 — 9 січня 2013                                              | Янукович                                            | |
| 12     | генерал-майор Олександр Якименко    |               | 9 січня 2013 — 24 лютого 2014                                             | Янукович                                            | |
| 13     | Валентин Наливайченко               |               | 24 лютого 2014 — 18 червня 2015                                           | Турчинов Порошенко                                  | 22 — 24 лютого 2014 — Уповноважений по контролю за діяльністю Служби безпеки України                                         |
| 14     | генерал армії Василь Грицак         |               | 18 червня 2015 — 29 серпня 2019                                           | Порошенко Зеленський                                | |
| 15     | лейтенант Іван Баканов              |               | 29 серпня 2019 — 19 липня 2022                                            | Зеленський                                          | 17 липня 2022 усунутий від виконання обов'язків Голови СБУ 19 липня 2022 року Верховна Рада відправила Баканова у відставку. |
| т.в.о. | генерал-майор Василь Малюк          |               | 18 липня 2022 — 7 лютого 2023                                             | Зеленський                                          | Тимчасово виконує обов'язки Голови СБУ замість звільненого Іван Баканов                                                      |
| 16     | генерал-майор Василь Малюк          | 7 лютого 2023 | Зеленський                                                                | Призначений парламентом на посаду 324 голосами — ЗА | |